# Борисов Пантелеймон Михайлович
Пантелеймо́н Миха́йлович Бори́сов (нар. 26 липня 1906 — ?) — український радянський діяч, народний комісар торгівлі Української РСР, голова Миколаївського облвиконкому. Член Ревізійної комісії КП(б)У в 1940—1949 роках.

## Біографія
Член ВКП(б) з 1927 року.
До липня 1938 року — директор Київської торгової академії.
У липні 1938 року — 1-й заступник народного комісара торгівлі УРСР.
29 липня 1938 — 14 березня 1944 року — народний комісар торгівлі Української РСР.
На XV з'їзді КП(б)У 17 травня 1940 року обраний членом Центральної ревізійної комісії при КП(б) України.
З 1941 по 1942 рік — у лавах РСЧА, служив у відділі постачання Південного фронту. Учасник німецько-радянської війни.
У березні 1944 — березні 1947 року — голова виконавчого комітету Миколаївської обласної ради депутатів трудящих.
На 1963 рік — начальник управління Головного управління геології і охорони надр при Раді міністрів Російської РФСР.

## Звання
- старший політрук;
- майор інтендантської служби.

## Нагороди
- Орден Вітчизняної війни 1-го ступеня (1945) — за успішне виконання плану хлібозаготівель 1944 року.
- Орден Трудового Червоного Прапора (19.12.1944)
- медаль «За перемогу над Німеччиною у Великій Вітчизняній війні 1941—1945 рр.» (1945)